# 錫溫斯科耶區
58°28′05″N 53°39′14″E / 58.468°N 53.654°E
錫溫斯科耶區（俄语：Сивинский район），是俄羅斯的一個區，位於該國中西部，由彼爾姆邊疆區負責管轄，始建於1924年1月，面積2,517平方公里，2010年人口14,843，人口密度每平方公里5.9人。